# 栄礎
栄礎（えいそ、生没年不詳）とは、江戸時代の浮世絵師。

## 来歴
師系・経歴不明。享保16年（1731年）の細判漆絵の絵暦「羽根突」が作として知られる。この絵暦には「百猪之印」という印章があり、別号を百猪と称したとみられる。